# Allmyapps
Allmyapps là một cửa hàng ứng dụng dành cho hệ điều hành Microsoft Windows. Dịch vụ cho phép người dùng cài đặt, cập nhật và sắp xếp hơn 1.500 ứng dụng PC.

## Lịch sử
Allmyapps ban đầu được phát triển là một trình quản lý ứng dụng cho Ubuntu trước khi tham gia chương trình IDEEs của Microsoft và nhận được 1 triệu euro từ Elaia Partners năm 2010. Công ty phát hành cửa hàng ứng dụng Windows đầu tiên với phiên bản beta tại LeWeb vào tháng 12 năm 2010, và đã thắng cuộc thi Startup Pitch.
Vào tháng 12 năm 2011, Allmyapps tuyên bố đã đạt 2,5 triệu người dùng 
Vào 21 tháng 10 năm 2014, Allmyapps đã được mua lại bởi ironSource 

## Tính năng
Allmyapps hỗ trợ hệ điều hành Windows 8, Windows 7, Windows Vista và Windows XP.
Dịch vụ cho phép người dùng bắt đầu quá trình cài đặt ứng dụng từ trang web của họ và từ máy desktop khách của họ. Máy desktop khách có thể phát hiện phần mềm đã được cài đặt trên máy tính để cập nhật chúng qua cửa hàng ứng dụng và lưu danh sách trực tuyến để sao lưu.